# Reichsgau Niederdonau

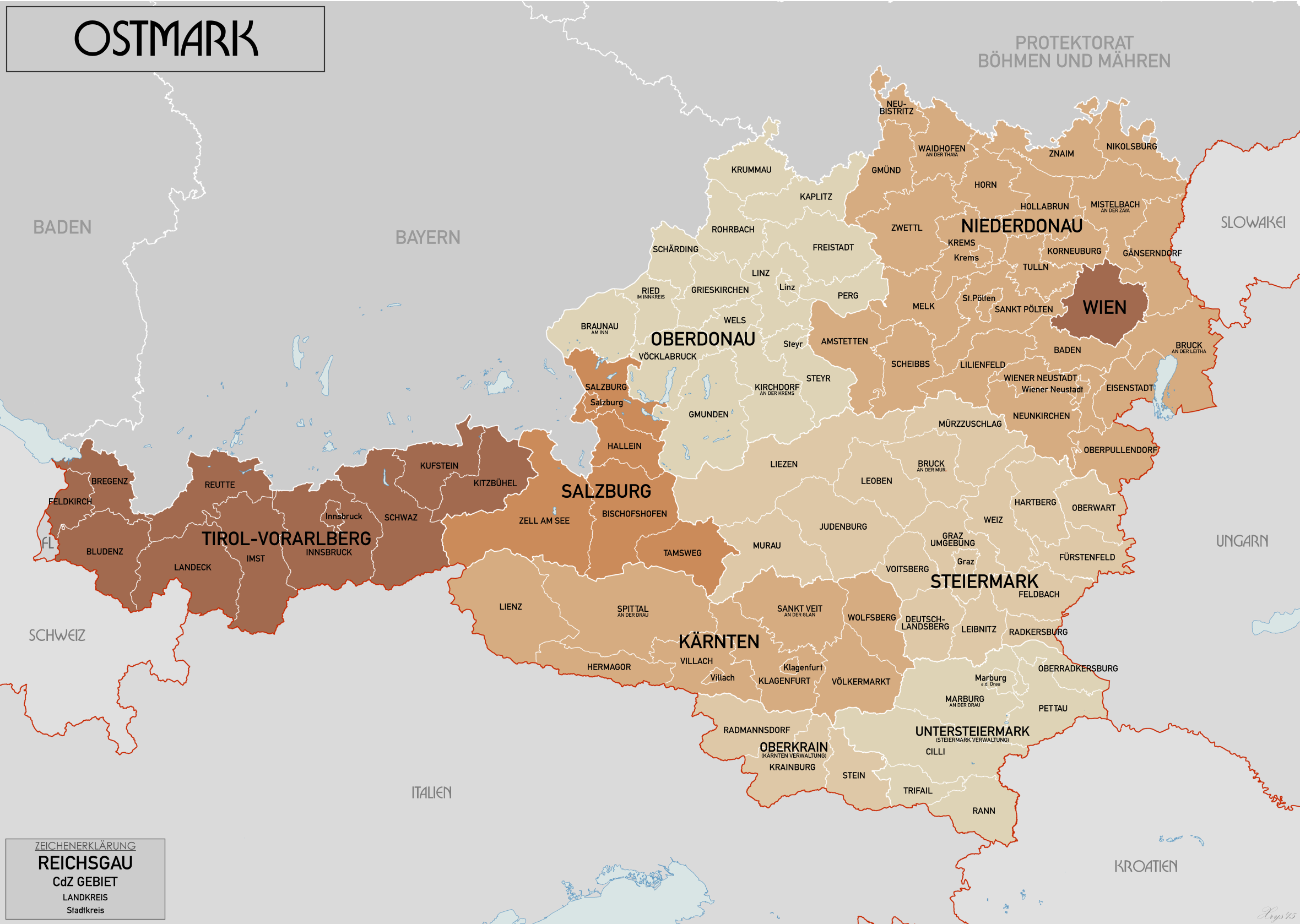
Ostmark 1941: Reichsgaue, Land- und Stadtkreise

Der Reichsgau Niederdonau (im NS-Sprachgebrauch Ahnengau des Führers) war einer von sieben Reichsgauen des Deutschen Reichs im 1938 angeschlossenen Österreich und bestand aus Teilen Niederösterreichs, des Burgenlands sowie südöstlichen Teilen von Böhmen und südlichen Teilen von Mähren, die aufgrund des Münchner Abkommens 1938 von der Tschechoslowakei abgetreten worden waren. Der Reichsgau Niederdonau wurde gemäß dem Ostmarkgesetz am 1. Mai 1939 gebildet und bestand bis 1945. Von 1939 bis 1942 wurden die sieben Reichsgaue im ehemaligen Österreich als Ostmark, ab 1942 als Alpen- und Donau-Reichsgaue bezeichnet, um jeglichen Bezug zum früheren Österreich zu beseitigen.

## Geschichte
Das System der Parteigaue wurde von der NSDAP 1925 eingeführt und 1941 angepasst, um die Verwaltung der Partei zu organisieren. 1927 übernahmen es auch die österreichischen Nationalsozialisten (in Niederösterreich unter Josef Leopold). Nach der Machtübernahme der Nationalsozialisten im Deutschen Reich verdrängten die Gaue ab 1933 sukzessive die formal bis 1945 weiter bestehenden Länder wie den Freistaat Preußen als Verwaltungseinheiten. Nach dem Anschluss Österreichs 1938 wurde dieses, die bisher im Deutschen Reich vollzogene Entwicklung radikal übertreffend, zum 1. Mai 1939 in sieben Reichsgaue aufgeteilt.
An der Spitzes jeden Reichsgaues stand ein Gauleiter. Diese wurden nach dem Ausbruch des Zweiten Weltkrieges besonders mächtig, als sie zusätzlich Reichsverteidigungskommissare wurden. Die Gauleiter waren für Propaganda, Überwachung, die Zwangsarbeiter und ab September 1944 für den neu aufgestellten Volkssturm verantwortlich. Die Gauleitung hatte ihren Sitz erst in Krems an der Donau, dann ab 1938 in Wien IX im Gebäude des Gymnasiums Wasagasse, das zuvor besonders viele jüdische Schüler besucht hatten. Der geplante Ausbau von Krems scheiterte kriegsbedingt.
Am 31. Mai 1938 wird im Rahmen der „Gau- und Kreiseinteilung der NSDAP“ verkündet, dass sich der Gau Niederdonau grundsätzlich mit dem Gebiet des ehemaligen Landes Niederösterreich deckt. 97 Gemeinden wurden von Niederösterreich abgetrennt und mit Wien zur damit zweitgrößten deutschen Stadt vereinigt (Groß-Wien). Dafür kamen die Bezirke Eisenstadt, Neusiedl am See, Mattersburg und Oberpullendorf des aufgelösten Burgenlands zu Niederösterreich. Am 15. Oktober 1938 wurden die Grenzen der staatlichen Verwaltung mit denen der NSDAP gleichgezogen. Am 9. Januar 1939 wurde der Gau Niederdonau um fünf bis Oktober 1938 zur Tschechoslowakischen Republik und danach für einige Monate zum Reichsgau Sudetenland gehörende südmährische Bezirke (Znaim, Nikolsburg, Mährisch Krumau, Auspitz und Neubistritz) zuzüglich Gmünd und Theben (Devín bei Pressburg) vergrößert.
1937 war Roman Jäger im Gau Niederösterreich illegaler Gauleiter. Ab 1938 fungierte Hugo Jury zuerst im so genannten Gau Niederdonau und ab 1. Mai 1939 im neu gebildeten Reichsgau Niederdonau als Gauleiter und ab 1940 in Personalunion als Reichsstatthalter. Ab 1942 fungierte er auch als Reichsverteidigungskommissar. Sein Stellvertreter als Gauleiter war Karl Gerland, als Reichsstatthalter der Regierungspräsident Erich Gruber.
Ab April 1939 wurden sechs Gauräte als Berater für den Gauleiter berufen: Alois Forst (Gauobmann der DAF), Franz Rehling (Gauamtsleiter NSV), Ludwig Uhl (Kreisleiter Lilienfeld), Ferdinand Ulz (Kreisleiter Wiener Neustadt) und Walter Wolf (Gauamtsleiter für Agrarpolitik).

## Verwaltungseinheiten
Ende 1938 gliederte sich der Gau Niederdonau in 21 Kreise, 633 Ortsgruppen, 2119 Zellen und 8085 Blocks.
1939 bestand nach mehreren Änderungen der Gau schließlich aus folgenden Kreisen:

### Stadtkreise
1. Stadtkreis Krems (zugleich Gau-Hauptstadt)
2. Stadtkreis Sankt Pölten
3. Stadtkreis Wiener Neustadt

### Landkreise
1. Landkreis Amstetten
2. Landkreis Baden
3. Landkreis Bruck an der Leitha
4. Landkreis Eisenstadt
5. Landkreis Gänserndorf
6. Landkreis Gmünd
7. Landkreis Hollabrunn
8. Landkreis Horn
9. Landkreis Korneuburg
10. Landkreis Krems
11. Landkreis Lilienfeld
12. Landkreis Melk
13. Landkreis Mistelbach an der Zaya
14. Landkreis Neubistritz
15. Landkreis Neunkirchen in Niederdonau
16. Landkreis Nikolsburg
17. Landkreis Oberpullendorf
18. Landkreis Sankt Pölten
19. Landkreis Scheibbs
20. Landkreis Tulln
21. Landkreis Waidhofen an der Thaya
22. Landkreis Wiener Neustadt
23. Landkreis Znaim
24. Landkreis Zwettl

## Amtsträger

### Gauleitung
Folgende Personen gehörten der Gauleitung an, welcher der Struktur der NSDAP entsprach:
- Gauleiter: Roman Jäger (März 1938 bis Mai 1938), Hugo Jury (ab Mai 1938)
- Stellvertretender Gauleiter: Karl Gerland
- Gaustabsamtsleiter: Otto Ifland
- Gauorganisationsleiter: Karl Hofmann
- Gauschatzmeister: Karl Mackensen
- Gauinspekteur: Heinz Kubelke
- Gaujägermeister: Ernst Josef Uiberacker
- Gaupropagandaamt: Hans Goger
- Gaupersonalamt: Theodor Holezius
- Gauschulungsamt: Roman Jäger
- Gaupresseamt: Hans Schopper
- Geschäftsführer der Parteiverbindungsstelle für Böhmen und Mähren beim Reichsprotektor: Gauamtsleiter Gustav Adolf Schulte-Schomburg
- Gaurichter: Florian Musil
- Gauwirtschaftsberater: Robert Schmied
- DAF-Gaubeauftragter: Alois Forst
- Hauptschriftleiter der Gautageszeitung: Roderich Müller-Guttenbrunn
- Amt für Volksgesundheit: Richard Eisenmenger, i. V. Leopold Tangl
- Amt für Erzieher: Otto Winkler, i. V. Leopold Lindbichler
- Amt für Technik: i. V. Josef Sturm
- Amt für Volkswohlfahrt: Franz Rehling
- Amt für Beamte: Richard Jury, i. V. Edmund Beranek
- Amt für Kommunalpolitik: Sepp Mayer
- Amt für Agrarpolitik: Walter Wolf
- Rechtsamt: Leopold Gawanda, i. V. Paul Lux
- Amt für Rassenpolitik: i. V. Anton Fehringer
- Gaugrenzlandamt: Helmut Triska, i. V. Franz Burri
- Amt für NSKOV.: i. V. Viktor Neumüller
- NS-Frauenschaft: Anni Vietoris
- Führer des HJ Gebiets Niederdonau: Kurt Sommerfeld, Alfred Schopper, Josef Krackler-Semmler
- Führerinnen des BDM-Obergaues Niederdonau: Hildegard Naber-Binder, Hilde Ernsthofer, Ruth Maier

### Kreisleiter
Als Kreisleiter fungierten:
1. Landkreis Amstetten: Hermann Neumayer
2. Landkreis Baden: Hans Ponstingl
3. Landkreis Bruck an der Leitha: Anton Silbernagl
4. Landkreis Eisenstadt
5. Landkreis Gänserndorf: Richard Wagner
6. Landkreis Gmünd: Johann Lukas
7. Landkreis Hollabrunn: Leopold Schuster
8. Landkreis Horn: Hans-Heinz Dum und Karl Hofmann
9. Landkreis Korneuburg: Konrad Hammetter
10. Stadtkreis und Landkreis Krems: Hans-Heinz Dum und Anton Wilthum
11. Landkreis Lilienfeld: Karl Gerstl und Ludwig Uhl
12. Landkreis Melk: Heinrich Reindl
13. Landkreis Mistelbach an der Zaya: Johann Eichinger
14. Landkreis Neubistritz
15. Landkreis Neunkirchen in Niederdonau: Johann Braun
16. Landkreis Nikolsburg: Anton Sogl
17. Landkreis Oberpullendorf
18. Stadtkreis und Landkreis Sankt Pölten:Johann Doblhofer und Richard Schalk
19. Landkreis Scheibbs: Otto Rössler und Hans Schrenk
20. Landkreis Tulln
21. Landkreis Waidhofen an der Thaya: Wilhelm Hanisch
22. Stadtkreis und Landkreis Wiener Neustadt: Ferdinand Ulz
23. Landkreis Znaim
24. Landkreis Zwettl: Hermann Reisinger

### Reichstagsabgeordnete
Folgende Personen saßen als Vertreter der Donau- und Alpenreichsgaue im nationalsozialistischen Reichstag:
- Johann Esel bis 2. April 1941
- Konrad Hammetter ab 2. April 1941 als Nachfolger von Johann Esel, bis 20. Dezember 1941
- Hans Hiedler bis 15. Oktober 1941
- Ludwig Uhl ab 15. Oktober 1941 als Nachfolger von Hans Hiedler
- Roman Jäger
- Hugo Jury
- Hermann Reisinger ab 20. Dezember 1941 trat als Nachfolger von Konrad Hametter
- Franz Schmid
- Karl Straßmayr

## Gliederungen der NSDAP (Auswahl)
- SA-Gruppe Donau[9]: Brigade 89, 92 und 93
- SS-Oberabschnitt Donau: SS-Abschnitt VIII, XXXI
- NSKK-Motorgruppe Niederdonau
- NS-Fliegerkorps: Gruppe 17 (Ostmark): Niederdonau-Nord (Standarte 114), Niederdonau-Süd (Standarte 116)
- Hitlerjugend (HJ): Gebiet Niederdonau (28)
- NS-Frauenschaft Niederdonau
- DAF-Niederdonau: Hauptarbeitsgebiete I, II, III
- NS-Volkswohlfahrt Niederdonau (NSV)
- Reichsbund der deutschen Beamten Niederdonau (RDB)
- NS-Lehrerbund Niederdonau (NSLB)
- NS-Rechtswahrerbund Niederdonau (NSRB)
- NS-Kriegsopferversorgung Niederdonau (NSKOV)
- NS-Bund Deutscher Technik Niederdonau (NSBDT)
- NSD-Ärztebund Niederdonau

## Nach 1945
Nach dem Ende des Nationalsozialismus wurden in Niederösterreich von den neugebildeten staatlichen Behörden aufgrund des Verbotsgesetzes 1945 84795 Nationalsozialisten registriert, davon wurden ca. 2000 NSDAP-Funktionäre verhaftet. Aufgrund der geänderten Bestimmungen im Verbotsgesetz 1947 wurden 6920 Personen als belastet eingestuft, 76400 als minderbelastet.

## Dokumentarfilm
2021 erschien die bislang erste Dokumentarfilmproduktion, die sich explizit mit den Gauleitern der Alpen- und Donau-Reichsgaue auseinandersetzt und die Entwicklungsgeschichte dieser nationalsozialistischen Verwaltungseinheiten aufzeigt. Der Doku-Zweiteiler des österreichischen Regisseurs Christian Hager wurde im Hauptabendprogramm von ORF III ausgestrahlt und thematisiert auch den Reichsgau Niederdonau unter der Gauleitung von Hugo Jury.
- Hitlers österreichische Helfer. Die Gauleiter der Ostmark. Doku-Zweiteiler (2 × 45 Min.), A 2021, Buch und Regie: Christian Hager.